# Быкова (Тюмень)
Быкова — упразднённая деревня находившаяся в подчинении Ленинского административного округа городского округа город Тюмень Тюменской области. В 2013 году включена в состав города и исключена из учётных данных.

## География
Расположена на логу Быковский, на расстоянии приблизительно 4 км к востоку от города Тюмень.

## История
До 1917 года входила в состав Богандинской волости Тюменского уезда Тобольской губернии. По данным на 1926 год состояла из 75 хозяйств. В административном отношении входила в состав Букинского сельсовета Тюменского района Тюменского округа Уральской области.

## Население
| 1989 | 2002 | 2010 |
| ---- | ---- | ---- |
| 114  | ↗138 | ↗416 |

По данным переписи 1926 года в деревне проживало 339 человек (161 мужчин и 178 женщин), в том числе: русские составляли 99 % населения, чуваши — 1 %.